# Byte Bandit
Byte Bandit — резидентный загрузочный вирус, созданный для компьютеров Amiga. В отличие от большинства других вирусов никак не зашифрован[прояснить]. Впервые появился в январе 1988 года в Германии. Получил своё название после обнаружения в его коде строки «Virus by Byte Bandit in 9.87». Исходя из текста этой строки, вирус мог быть написан в сентябре 1987 года, хотя помимо этого текста на это больше ничего не указывает. Причиной создания вируса было написание первого вируса для Amiga — SCA.
Byte Bandit заражает загрузочные блоки 3,5- и 5,25-дюймовых гибких дисков. Он проверяет, перезагружалось ли устройство 2 раза и произошло ли 6 заражений загрузочных секторов. Если это так, вирус отсчитывает 7 минут, после чего экран компьютера становится чёрным, а любые клавиши или сочетания клавиш перестают работать. Единственное работающее сочетание клавиш отключает это состояние.